# Nightwolf
Grey Cloud más conocido como Nightwolf es un personaje en la serie de Mortal Kombat. Nightwolf fue el primer personaje nativo americano de la serie, haciendo su debut en Mortal Kombat 3.
También estuvo disponible en Ultimate Mortal Kombat 3 y Mortal Kombat Trilogy, resurgiendo hasta Mortal Kombat Deception en 2004 y también apareció en las secuelas Mortal Kombat Armageddon, Mortal Kombat 9 y como DLC en Mortal Kombat 11. La respuesta al personaje se ha mezclado, y algunos citan a Nightwolf como un ejemplo de un estereotipo del nativo americano, sin embargo tras su salida en MK11 su recepción mejoró, al ahora ser interpretado por un actor de la misma raíz étnica a diferencia de las entregas anteriores.
En el mismo MK11 se explica que Nightwolf no es una persona única, sino un título que los grandes espíritus de la tribu Matoka le otorgan a uno de los miembros de la misma para protegerla. Grey Cloud por consiguiente es el actual portador del título de Nightwolf.

## Apariciones en los juegos

### Mortal Kombat 3/Ultimate Mortal Kombat 3/Mortal Kombat Trilogy/Mortal Kombat 11

#### Biografía
Trabajaba como un historiador y preservador de la cultura de su gente. Cuando el portal de Kahn se abrió sobre Norteamérica, Nightwolf utilizó la magia de su gente para proteger las tierras sagradas de su tribu. Esta área es una región de importante amenaza para la ocupación de Kahn de la Tierra.

#### Movimientos Especiales
- Flecha Espíritu: Posición de sus manos por la cual forma un arco de aura verde y lanza una flecha de energía e impacta al oponente haciéndolo retroceder.
- Hacha de Corte Profundo: A corta distancia del oponente desenfunda un hacha de aura verde que hace un corte brotar sangre al oponente.
- Reflejo: Recubriendo su cuerpo de un aura verde puede hacer regresar cualquier ataque que se le sea lanzado.
- Sombra Verde de Hombros: Recubre su cuerpo de un aura verde y realiza una embestida con una ráfaga de rastro, el poder del ataque derriba al oponente.
- Sombra Roja de Hombros: Utilizado en MKT. Recubre su cuerpo de un aura roja y realiza una embestida con una ráfaga de rastro, el poder del ataque derriba al oponente.

#### Fatality
- Columna de Luz: Desenfundando su hacha pero en un estado ordinario, la pasa por el cuerpo de su oponente y forma una amplia columna de luz la cual tragara por completo el cuerpo del oponente, no dejara rastro.
- Pararrayos: Desenfunda su hacha en estado ordinario pero hace caer un relámpago en ella, y aquel poder lo lanza electrocutando al oponente por completo.
- Friendship: Recubriendo su cuerpo con una luz resplandeciente, se convertirá en Raiden y aparecen frases como I never see a transformation in Raiden o But, I don´t see a transformation in Kano. En MK Trilogy cambia su Friendship, ahora hace malabares con sus Tomahawks.
- Babality: Un bebé de tez oscura, con botas, chaleco, la cinta, el cabello y las marcas en la cara, en mortal kombat 2011 utiliza su hacha aparece un lobo aullando y llora.
- Animality: Transformación en un lobo de rojo fosforecente en la cual se lanza contra el oponente para poder maguillarlo.
- Brutality: Utilizado desde UMK3.Combo de once golpes por el cual hace implosionar el cuerpo de su oponente en restos y charcos de sangre.

#### Fínal
Nightwolf ayudó a los otros guerreros de la Tierra a escapar a su tierra sagrada. Una vez ahí se agruparon y formaron un plan para atacar a la Invasión de Shao Kahn. Nightwolf ha entrenado muy duro para esta batalla. Finalmente se enfrenta a Shao Kahn y salió victorioso. Cuando la Tierra regresó a su estado normal, Nightwolf ganó pacíficamente las tierras que la gente de América había perdido por muchos años. Ellos establecieron su propio nación productiva y muy pronto se convirtieron en grandes líderes en la Tierra.

### Mortal Kombat Deception

#### Biografía
Como el chamán de mi tribu, mi conexión con lo sobrenatural ha sido interrumpida por visiones de una oscura presencia. Para hacer frente a este enemigo, he asumido el papel de Sin-Eater para absorber los pecados de los miembros de mi tribu. Yo llegué a ésta corrupción, aunque finalmente se convertirá en una amenaza para aquellos que me importaban. Es un mal necesario si quiero guardar los reinos. El Sin-Eater ha corrompido mi alma y por lo tanto me permite entrar en el Netherrealm. Allí pondrán en práctica mis planes para derrotar a Onaga. Los pecados que he absorbido han envenenado mi temperamento, sin embargo, y me he obligado a exiliarse hasta que mi tarea se ha completado en las profundidades del infierno".

#### Mecánica de lucha
Estilos de lucha: Val tudo - Taekwondo
Armas: Hachas Tomahawks

#### Finishers
Fatality 1: Nightwolf arroja uno de sus Tomahawks impactando en la cabeza de la víctima
Fatality 2: Decapita a su oponente con un Tomahawk y festeja elevando la cabeza arrancada y el hacha
Harakiri: Arroja un Tomahawk al cielo para que al caer se clave en su pecho

#### Final
Lucho con numerosos demonios para llegar a un lugar desconocido del Netherealm usando sus conocimientos el chaman dibujo un símbolo dejó salir los pecados que le atormentaron por mucho tiempo el peso de los pecados de su tribu encadenaron a Onaga al Netherealm y con su alma sin pecados Nightwolf salió a lo desconocido
Después de encerrar el corrupto espíritu de Onaga fue expulsado de las profundidades de Netherlam. Atravesó el mundo de las almas antes de llegar al Reino de la Tierra, donde apareció rodeado de un grupo de lobos, sus guías espirituales. Tan solo tenía recuerdos borrosos de ese viaje tan corto...

### Mortal Kombat 9

#### Biografía
Nightwolf es uno de los pocos mortales de la Tierra con una fuerte conexión con el mundo espiritual. Un poderoso chamán nativo americano, es guiado por las fuerzas empíricas y se comunica con seres divinos como Haokah, conocido en Oriente como Raiden. La devoción de Nightwolf permite a los espíritus trabajar a través de él, otorgándole una larga vida antinatural y armas etéreas para combatir la oscuridad que amenaza a la humanidad. En la próxima crisis, sin embargo, no es el arsenal de Nightwolf lo que alterará el destino. Su fe en los espíritus inspirará a aquellos que han perdido la esperanza.

#### Modo historia
Nightwolf se presenta como observador al décimo Mortal Kombat celebrado en la Tierra, contemplando la victoria de Liu Kang. Toma protagonismo durante la invasión de Shao Kahn a la Tierra tras perder en el torneo del Outworld, ayudando a Raiden (Nightwolf lo llama Haokah) a reclutar a los defensores del reino. Inicialmente convence al oficial Kurtis Stryker de unirse, para luego tomar el mando de la resistencia temporalmente mientras Raiden y Liu Kang visitaban a los Dioses Antiguos. En ese lapso, Sindel irrumpió en la Catedral donde se reunieron, y asesinó a muchos de los guerreros, quedando apenas con vida Nightwolf, Johnny Cage, Sonya Blade y Kitana (quien luego moriría en los brazos de Liu Kang). Nightwolf logró inmovilizar a Sindel y por medio de un sacrificio, ambos fueron destruidos. Por el acuerdo que Quan Chi hizo con Shao Kahn, los restos de los guerreros que perecieron en la pelea fueron reanimados como "Retornados", al servicio del hechicero, siendo Nightwolf uno de ellos. Es derrotado por Raiden cuando este intentó pactar con Quan Chi. Sin embargo, luego sería parte del ejército del hechicero para que el Dios antiguo caído Shinnok invada los reinos.

#### Mecánica de lucha
Movimiento X-Ray: Nightwolf pasa a la espalda del rival y le clava los Tomahawks en los hombros, y luego patea su zona lumbar

#### Finishers
Fatality 1: es la combinación de las dos Fatalities de Mortal Kombat: Deception, Nightwolf primero arroja un Tomahawk que se clava en la cabeza del rival, y luego arroja otro para decapitarlo, Nightwolf festeja alzando el Tomahawk clavado a la cabeza del rival
Fatality 2: Readaptación de la primera Fatality de Mortal Kombat 3, Nightwolf carga con rayos dos cuchillos y los clava en los hombros del rival, y por medio de una invocación una columna de luz cubre el cuerpo del rival y lo desholla.
Babality: El bebé Nightwolf festeja con un Tomahawk de juguete, cuando una silueta de lobo aparece y aúlla, este se asusta y se pone a llorar.

#### Final
Se necesitó todo el poder de Nightwolf para destruir a Shao Kahn. Su guía espiritual, el lobo, lo había ayudado en la batalla, pero luego su presencia ya no se sintió.
Nightwolf regresó a su hogar, buscando la ayuda de los ancianos para reconectarse con el mundo espiritual. Durante su ritual, su lobo regresó a él, cambiado. Shao Kahn había atado su alma al espíritu del lobo para engañar a la muerte. Ahora corrompido con el mal de Shao Kahn, Nightwolf se ha transformado en su Animality, convirtiendo a sus víctimas en licántropos serviles. A través de Nightwolf, Shao Kahn conquistará Earthrealm un mortal a la vez.

### Mortal Kombat X
Nightwolf aparece como personaje secundario no jugable en el modo historia, siendo uno de los Retornados al servicio de Shinnok y Quan Chi, interviniendo tanto en la primera crisis, como en el asedio al Netherrealm y la posterior segunda invasión 25 años después.

### Mortal Kombat 11
Nightwolf fue el segundo personaje anunciado como DLC, lanzado a disponibilidad el 21 de agosto de 2019 junto con Shang Tsung.
En este juego se revela mucho de la historia del personaje ante de los Mortal Kombat: Nacido como Grey Cloud, era parte de la tribu americana de los Matoka, quienes fueron atacados por Kano y el Dragón Negro. Intentando defender a su tribu y negando el ofrecimiento del matón, Grey parecía derrotado, pero el Gran Espíritu, divinidad de la tribu le otorgó poderes que lo convertiría en el nuevo Nightwolf, nombre que se le da al guardián de los Matoka.
No es presentado en el modo historia, pero entre sus trajes seleccionables se pueden obtener tanto la versión pasada (30 años antes del inicio del juego) como la versión retornada.

#### Mecánica de lucha
Elementos personalizables:
- Accesorio capilar (bandanas o cascos)
- Garrote con púa
- Tomahawk

Krushing Blows
- Rising Blade: un golpe directo a la mandíbula con el Tomhawk
- Toward Throw: El agarre termina con un golpe con el garrote enterrando la púa en la cabeza rival
- Back Throw: el agarre hacia atrás termina con un Rhino Charge que destroza las costillas rivales
- Deadly Talon Kombo: el golpe final de un kombo de puños es un golpe con el canto de la mano que fractura el cráneo rival
- Rhino Charge: Si el movimiento es potenciado (enhanced), Nightwolf completara golpeando la cabeza rival con su Tomahawk
- Helmsplitter: Un derribo que termina con Nightwolf golpeando la frente rival con el Tomahawk
- Tomahawk Swing: El kombo termina con un golpe directo a la ingle rival

Fatal Blow: Nightwolf invoca a los espíritus del lobo y del oso para inmovilizar al rival. Luego le tira tres flechazos, le clava el Tomahawk en la región temporal e invoca un rayo que es atraído por el arma clavada.

#### Finishers
Fatalities
- War Ritual: Nightwolf clava el Tomahawk en la cara del rival y tirando de la mandíbula le arranca la parte delantera del torso, luego arroja el arma hacia el corazón, partiendolo.
- Komo-tose: Nightwolf quiebra el cuello del rival y luego lo manda arriba por un golpe de garrote. El espíritu del oso toma al rival y lo parte en dos transversalmente.

Brutalities
- Klassic: Brutality común a todos los personajes en donde se decapita al rival con un uppercut
- Skullcracker: Es un Toward throw que termina con un golpe con el garrote destrozando la cabeza rival
- No leg to stand on: Tras un roll, Nightwolf corta las piernas del rival con el Tomahawk
- Right to the heart: Nightwolf toma una pierna rival y le clava un cuchillo para derribarlo, luego lo apuñala varias veces para luego abrir su torso, sacarle el corazón y clavarle el cuchillo en la cabeza.
- Native violence: Un Helmsplitter en donde Nightwolf clava varias veces el Tomahawk en la cabeza rival
- Faithful Obliteration: Es la primera Fatality de Nightwolf en Mortal Kombat 3
- Pure Guts: es un Tomahawk Swing que además de clavar el Tomahawk en la ingle rival, Nightwolf lo empuja hacia arriba para partir el torso
- Dead Eye: Nightwolf clava un flechazo certero en un ojo rival

#### Final
"Antes de convertirme en Nightwolf, era un tonto llamado Grey Cloud. Nací en la pobreza y siempre sentí resentimiento hacia nuestros ancestros por entregar nuestro futuro a los colonizadores. Kano me ofreció una salida, con la promesa de grandes riquezas si robaba las reliquias mas sagradas de mi tribu. Fue una gran tentación, pero comprendí que el precio por salvarme a mí mismo era entregar lo poco que le quedaba de dignidad a mi pueblo. Por primera vez, defendí el orgullo de los Matoka, pero a Kano eso no le gustó. Entonces, en mi lecho de muerte, el Gran Espíritu vino a mí: al rechazar a Kano, había demostrado ser digno de un honor ancestral, el título de Nightwolf, defensor legendario de los Matoka.
Ahora, tras heredar el poder de Kronika, el camino se divide ante mí. El Guardián del tiempo no puede ser también el defensor de mi tribu. ¿Qué camino debo escoger?
Incluso aquí, al comienzo de los tiempos, me guía la sabiduría del Gran Espíritu, me convoca a restaurar la historia. Los Matoka deben quedar en manos de alguien más, del próximo Nightwolf. Como todas nuestras reliquias sagradas, el título de Nightwolf le pertenece a la tribu. Cualquier Matoka puede demostrar ser digno de su poder. Me gusta pensar en quién será nuestro siguiente defensor".

## Otros medios
Nightwolf participó de la segunda película de la franquicia: Mortal Kombat: Annihilation, en donde es el guía espiritual de Liu Kang para que éste desarrolle su Animality. Además participa de la serie animada Mortal Kombat: Defenders of the Realm. En la misma, Nightwolf es el monitor y soporte técnico del grupo comandado por Raiden. si la tecnología falla, el chamán puede usar sus poderes místicos, además de defender la base. Para ello, se combina con Kiva, un lobo que representa al Gran Espíritu.

## Recepción

### Representación étnica
Nightwolf a menudo ha sido discutido desfavorablemente en el contexto de la representación de los nativos americanos en los videojuegos. La descripción que hizo Ed Boon en 1995 del personaje en VideoGames provocó un comentario de la revista: "Para un personaje descrito por Midway como un "indio no tradicional", ciertamente tiene todas las características de uno. Veamos, usa plumas y pintura de guerra, hace pivotar un hacha, dispara flechas... ¿podría haber un fatality de "cuero cabelludo"?. En 2011, Dorkly Incluyó a Nightwolf entre sus selecciones de los siete personajes de juegos de lucha nativos americanos más estereotipados, "En lugar de transportar los ejes reales, Nightwolf está tan en contacto con espíritus y ancianos y ya sabes que puede formar tomahawks a partir de ectoplasma verde". Complex, en 2012, consideró a Nightwolf como el mejor personaje estereotipado en todos los videojuegos, describiéndolo como "el epítome de cada mascota deportiva de piel roja, con plumas y la vieja serie de películas de vaqueros... pintura de guerra en su cara, una pluma en el pelo y el chaleco sin mangas como si el mismo Jerónimo se rindiera". David Wong de Cracked incluyó a Nightwolf como ejemplo de un personaje de juego étnicamente estereotipado en una característica de 2012 sobre los prejuicios raciales en el diseño de videojuegos.
Hardcore Gaming 101 dijo sobre el papel del personaje en la serie Mortal Kombat: "A mediados de los 90, era prácticamente una ley no escrita que cada juego de lucha tuviera que tener un clon de Bruce Lee, o un nativo americano... Nightwolf toma la última ranura". Gavin Jasper de Den of Geek estuvo de acuerdo con esta creencia: "Parecía estar allí en MK3 porque lanzar a un nativo americano en tu serie de juegos de lucha era lo mejor que había que hacer en los años 90". En una característica de 2008 sobre estereotipos nativos americanos en videojuegos, GamesRadar Ejemplar Nightwolf para el tropo de "Guerrero". Si bien este sentimiento pro-indio es ciertamente reconfortante, gran parte del personaje de Nightwolf está fuera de lugar". El sitio agregó que el acto de "comer el pecado" (su papel en Deception) era en realidad de origen europeo, y criticó su Animality en MK3 por ser "por valor de choque gratuito". Topless Robot dijo: "El diseño y la historia de fondo de Nightwolf son un problema estándar para los personajes nativos americanos en los juegos de lucha... pero su aspecto es en realidad menos estereotipado que, por ejemplo, el Jefe Thunder de Killer Instinct". Eric "Woodyman" Vole de ScrewAttack ofreció una reacción positiva al nombrar a Nightwolf cuarto en su clasificación de 2011 de los once mejores personajes de los juegos de nativos americanos. "Nunca fui un gran fanático de Nightwolf en los juegos más antiguos de Mortal Kombat... pero todo cambió desde su aparición en MK9".

### Otra recepción
La presencia del personaje en el reinicio de 2011 fue mejor recibida. UGO lo clasificó 20º en su lista de 2012 de los cincuenta mejores personajes de la serie. "Nightwolf usa la magia del chamán para alejar a los malhechores y traer paz a los reinos... pateando el trasero de todos". Los fanáticos lo votaron como el 28vo mejor personaje de la serie en una encuesta en línea de 2013 organizada por Dorkly. Den of Geek colocó a Nightwolf 51 en su clasificación de 2015 de los 73 personajes jugables de la franquicia MK, llamándolo "el miembro más aburrido del reparto de Mortal Kombat 3", pero lo elogió por haber matado a Sindel en el modo historia de MK9 " Cuando ella fue todo un John Cena "con los defensores del Reino de la Tierra. Complex lo ubicó entre los personajes más subestimados de la serie MK, afirmando que "el hecho de que pueda transformarse en un lobo y matarte hasta la muerte debería decirte que no es nada con lo que jugar". En 2012, Game Informer comparó desfavorablemente el "no inspirador" entonces nuevo personaje de Soulcalibur V ZWEI con Nightwolf en el sentido de que "convoca a un lobo espíritu, y su conjunto de movimientos es más molesto que práctico".
Su Fatalidad de "Ascensión" de MK9 se ubicó en el noveno lugar en la selección de Paste de las nueve Fatalities principales del reinicio. Dos de sus Fatalities se incluyeron en el ranking de WhatCulture 2015 de las "10 Worst Fatalities en Mortal Kombat History" por lo que el sitio consideró su falta de originalidad, con su terminador de Mortal Kombat: Deception, donde lanza un solo tomahawk a la cabeza de su oponente, en el quinto lugar, y su "A Little Off the Top" de MK2011, en la que nuevamente inserta un tomahawk en la cabeza de su oponente antes de decapitarlo con el segundo, en el número dos. "¡¿En serio, Nightwolf?! ¿Qué te pasa? ¿Estás trayendo estas tonterías débiles de vuelta a la fiesta?"
Como fue el caso con la mayoría de los personajes en Mortal Kombat: Aniquilación, la apariencia de Nightwolf fue criticada fuertemente. Newsarama lo rechazó como "inútil" y Maitland McDonagh de TV Guide llamó al personaje "tonto". Eric Snider de Film.com dijo acerca de su diálogo de apertura con Liu Kang: "No pude escuchar el resto porque mi cerebro estaba explotando". 411Mania llamó a su tutela de Liu Kang "hippie nativo americano Yoda spiel". Patrick Coyle de Bad Movie Dimension de Jabootu incluyó a Nightwolf entre los "personajes superficiales y de una sola toma que tienen poco o ningún propósito". Kate Willaert, de Game Informer, comentó sardónicamente: "Nightwolf ofrece la mejor línea de la película cuando le dice a Liu Kang que debe probar su valentía y encontrar su Animalidad... Como resultado, la batalla final de la película se convierte en Rage Primal: La Película. Alasdair Wilkins de Io9 dijo acerca de la representación del personaje en la película, en particular la escena de Nightwolf derribando a Liu Kang con el hacha, "Nightwolf no es solo un chamán mágico que cambia de forma y que solo existe para mostrar El héroe su destino... también es una especie de gilipollas". Sin embargo, Doug Skiles, de KillerMovies, dijo en su revisión de 1997, "La única persona que presenta algo parecido al esfuerzo es Litefoot, que juega a Nightwolf, al menos por los dos minutos que está en la pantalla.